# Pherocera tomentamala
Pherocera tomentamala är en tvåvingeart som beskrevs av Irwin 1983. Pherocera tomentamala ingår i släktet Pherocera och familjen stilettflugor. Inga underarter finns listade i Catalogue of Life.